# 목포부 (선거구)
목포부는 대한민국의 옛 국회의원 선거구이다. 당시 전라남도 목포부 지역을 관할했다.

## 역사
제헌 국회의원 선거를 앞두고 목포부 전 지역을 관할하는 선거구로 신설되었다.
1949년 8월, 목포부가 목포시로 개칭되었다. 이에 제2대 국회의원 선거를 앞두고 목포시 선거구로 개편되었다.

## 역대 국회의원
| 선거   | 정당 | 정당               | 의원   |
| ------ | ---- | ------------------ | ------ |
| 1948년 |      | 대한독립촉성국민회 | 이남규 |
| 1949년 |      | 무소속             | 강선명 |

## 역대 선거 결과

### 대한민국 제헌 국회의원 선거
|  | 30.49% |

|  | 24.27% |

|  | 17.86% |

|  | 14.09% |

|  | 7.36% |

|  | 5.89% |

### 1949년 대한민국 재보궐선거
|  | 50.26% |

|  | 49.74% |